# Cullen-számok
Cullen-számnak nevezzük azokat a számokat, amelyek felírhatók n · 2n + 1 alakban, ahol n természetes szám. Jelölésük: Cn. Ezen számok James Cullen-ről kapták nevüket. Az ilyen alakú prímszámokat Cullen-prímeknek nevezzük. Az n-edik legkisebb Cullen-számot {\displaystyle C_{n}}-nel jelöljük.

Ha {\displaystyle C_{n}} osztható {\displaystyle p=2n-1}-gyel, akkor p egy {\displaystyle 8k\pm 3}, {\displaystyle p\in \mathbb {Z} } alakú prím.

## A 45 legkisebb Cullen-szám
1; 3; 9; 25; 65; 161; 385; 897; 2049; 4609; 10241; 22529; 49153; 106497; 229377; 491521; 1048577; 2228225; 4718593; 9961473; 20971521; 44040193; 92274689; 192937985; 402653185; 838860801; 1744830465; 3623878657; 7516192769; 15569256449; 32212254721; 66571993089; 137438953473; 283467841537; 584115552257; 1202590842881; 2473901162497; 5085241278465; 10445360463873; 21440476741633; 43980465111041; 90159953477633; 184717953466369; 378231999954945; 774056185954305

## Lásd még
- Woodall-számok

## további információk
- Cullen numbers az OEIS adatbázisában